# Noel Redding
Noel Redding, * jako David Noel Redding (25. prosince 1945 Folkestone, Anglie – 11. května 2003 Clonakilty, Cork, Irsko) byl anglický rockový kytarista známý hlavně jako basák skupiny The Jimi Hendrix Experience.
Jako devítiletý hrál na housle a později se naučil hrát na mandolínu a kytaru. Jeho první vystoupení bylo v mládežnickém klubu v Hythe a potom na škole Harvey Grammar School, kterou i navštěvoval.
V roce 1966 byl vybrán Chasem Chandlerem, aby se připojil k právě vznikající skupině Jimiho Hendrixe. Spolu s kapelou se podílel na nahrávaní třech studiových alb, konkrétně na „Are You Experienced“, „Axis: Bold as Love“ a „Electric Ladyland“ a také vystupoval na některých Hendrixových nejslavnějších koncertech.
V roce 1996 vznikla superskupina Noel Redding and Friends, ve které, mimo jiné, hrál i s Ivanem Králem.
Zemřel v 57 letech v Clonakilty.

## Diskografie

### The Loving Kind
- "Accidental Love"/"Nothing Can Change This Love" (Piccadilly 7N 35299) 1966.
- "I Love The Things You Do"/"Treat Me Nice" (Piccadilly 7N 35318) 1966.
- "Ain't That Peculiar"/"With Rhyme And Reason" (Piccadilly 7N 35342) 1966.

### The Jimi Hendrix Experience
- Are You Experienced (1967) Polydor.
- Axis: Bold as Love (1967) Track.
- Electric Ladyland (1968) Track.
- Smash Hits (1968) Track.
- Radio One (1989) Castle Communications.
- BBC Sessions (1998) MCA.
- The Experience Sessions (2004) Image Entertainment.

### Fat Mattress
- Fat Mattress (1969) Polydor.
- Fat Mattress II (1970) Polydor.
- "Naturally"/"Iridescent Butterfly" (Polydor 56352) 1969.
- "Magic Lanterns"/"Bright New Way" (Polydor 56367) 1970.
- "Highway"/"Black Sheep Of The Family" (Polydor 2058 053) 1970.

### Road
- Road (1972) Natural Resources

### Noel Redding Band(The Clonakilty Cowboys)
- Clonakilty Cowboys (1975) RCA.
- Blowin (1976) RCA.
- "Roller Coaster Kids"/"Snowstorm" (RCA 2662).
- "Take It Easy"/"Back On The Road Again" (RCA PB 9026).

### Lord Sutch and Heavy Friends
- Lord Sutch and Heavy Friends (1970) Atlantic.